# Jelašnica (Surdulica)
Jelašnica (em cirílico: Јелашница) é uma vila da Sérvia localizada no município de Surdulica, pertencente ao distrito de Pčinja. A sua população era de 1042 habitantes segundo o censo de 2011.

## Demografia
| 1948 | 1953 | 1961 | 1971 | 1981 | 1991 | 2002 | 2011 |
| ---- | ---- | ---- | ---- | ---- | ---- | ---- | ---- |
| 1401 | 1369 | 1397 | 1410 | 1355 | 1319 | 1173 | 1042 |